# Afrotyphlops nanus
Espèce
Statut de conservation UICN

 DD  : Données insuffisantes
Afrotyphlops nanus est une espèce de serpents de la famille des Typhlopidae. 

## Répartition
Cette espèce est endémique du Sud-Est du Kenya.

## Publication originale
- Broadley & Wallach, 2009 : A review of the eastern and southern African blind-snakes (Serpentes: Typhlopidae), excluding Letheobia Cope, with the description of two new genera and a new species. Zootaxa, no 2255, p. 1-100.